# Бобинский сельский совет (Путивльский район)
Бобинский сельский совет (укр. Бобинська сільська рада) — входит в состав
Путивльского района
Сумской области
Украины.
Административный центр сельского совета находится в 
с. Бобино
.

## Населённые пункты совета
- с. Бобино
- с. Пищиково
- с. Плаховка
- с. Толчениково

## Ликвидированные населённые пункты совета
- с. Алябьево